# Lipót Schulhof
| 147 Protogeneia | 10 iulie 1875 | mpc |

Lipót Schulhof (n. 12 martie 1847, Baja, Regatul Ungariei, Imperiul Austriac – d. 10 octombrie 1921, Paris, Franța; în germană Leopold Schulhof sau Schulhoff ; în franceză Léopold Schulhof) a fost un astronom maghiar-evreu, născut în Imperiul Austriac, care a lucrat pentru prima dată la Observatorul din Viena și mai târziu și-a petrecut cea mai mare parte a timpului la Observatorul din Paris, observând comete și asteroizi.
Asteroidul 2384 Schulhof, un asteroid din centura principală de asteroizi, descoperit de Marguerite Laugier în anul 1943, a fost numit în onoarea sa.

## Carieră
A prezis revenirea din anul 1893 a cometei 15P/Finlay, în anul 1875 a descoperit asteroidul 147 Protogeneia din centura principală de asteroizi și a fost distins cu Premiul Lalande al Academiei Franceze de Științe în anul 1893. Schulhof a câștigat Premiul Lalande din nou în anul 1920 pentru că a calculat orbita cometei periodice 12P/Pons – Brooks, ajutat de Joseph Bossert.
Schulhof a calculat orbitele multor asteroizi și comete, ținând cont de interacțiunile perturbative. Cu studiile sale exhaustive asupra obiectelor precum cometa 27P/Crommelin și altele, a avansat recuperarea cometelor pierdute, precum și cele alor planetelor minore pierdute.